# United Sabah Islamic Association
Die United Sabah Islamic Association (USIA) war eine nichtamtliche Vereinigung im malaysischen Bundesstaat Sabah, die in den 1970er und 1980er Jahren die Islamisierung der Bevölkerung Sabahs betrieb.

## Geschichte
Die United Sabah Islamic Association (USIA) wurde am 16. September 1969 mit dem Ziel gegründet, den islamischen Glauben innerhalb der Einwohner von Sabah zu verbreiten. Die Wurzeln von USIA liegen in den Verschmelzung verschiedener Islamorganisationen der 1940er und 1950er Jahre.
Die Aktivitäten der Organisation wurden anfangs vor allem von der Sabah Foundation unter dem Vorsitz von Tun Mustapha finanziert. Zu den wichtigsten Erfolgen der USIA gehörten die Bekehrung des Transportministers Datu Abdul Ghani Gilong sowie des späteren Ministerpräsidenten von Sabah, Tun Fuad Stephens.
Die Bedeutung der USIA schwand in den 1980er Jahren durch den zunehmenden Einfluss der konkurrierenden, von der BERJAYA-Regierung gesteuerten Majlis Ugama Islam Sabah (MUIS).
Nachdem BERJAYA der malaysischen Regierung vorgeschlagen hatte, die Verwaltung der Islamangelegenheiten Sabahas zu übernehmen, wurde die USIA im Jahr 1984 aufgelöst.

## Konvertierungen
Die USIA wandte bei der Konvertierung zum Islam zunächst dieselben Praktiken an, die zuvor von den katholischen Missionaren benutzt worden waren. Dabei wurde in weitgehend von der Außenwelt abgeschnittenen Siedlungen der Islam als Lebensform vorgestellt. Gelang es, den Dorfvorsteher (Ketua Kampung) vom Islam zu überzeugen, folgten die übrigen Einwohner gewöhnlich dieser Entscheidung.
Von 1970 bis Juni 1977 konvertierte USIA nach eigener Aussage 72.390 Kadazan-Dusun, 14.772 Murut, 6.020 Chinesen und 300 andere – insgesamt also 93.482 Menschen – zum Islam.